# Karité
Pour les articles homonymes, voir Arbre à beurre.
Vitellaria paradoxa
Genre
Espèce
Synonymes
Classification phylogénétique
Répartition géographique
Statut de conservation UICN

 VU A1cd : Vulnérable
Le karité (Vitellaria paradoxa ou Butyrospermum parkii), appelé également « l'arbre à beurre » ou « l'or des femmes », du genre Vitellaria, est une espèce de plantes à fleurs de la famille des Sapotaceae. Les amandes des noix de cet arbre sont utilisées pour fabriquer le beurre de karité.
Il pousse dans la savane en Afrique de l'Ouest et en Afrique centrale. Il fait partie des espèces menacées selon l'UICN.

## Étymologie et appellations
Le nom français « karité » vient du wolof du Sénégal kaarite, lui-même emprunté au soninké xarite, qui signifie « beurre de karité », de xare, « karité » et te, « matière grasse ». Les Soninkés en faisaient commerce dans l'ouest du Sénégal, où l'arbre ne pousse pas,.
On l'appelle aussi si yiri (prononcer « shi yiri »), shisu ou sii (ʃi) en bambara du Mali (d'où son nom anglais, « shea tree ») ; kakulugu en gonja ; ta-an en talensi ; tááŋ̀à en dagbani au Ghana ; kade ou kadanya en haoussa (langue tchadique) parlé dans certaines régions des Cameroun, Tchad, Nigeria et Niger. Au Bénin, en biali, on l'appelle tangue. Au Burkina Faso, le nom vernaculaire mooré est taanga. Les Mossis l'appellent taama. Aussi désigné limou en fon au Bénin, Nigéria et au Togo; roï ou oubu roï en Ngambay au Tchad, etc.
L'arbre est mieux connu sous son ancien nom, Butyrospermum parkii (G. Don) Kotschy (Butyrospermum signifiant « graines de beurre » ; l'épithète « parkii » honorant Mungo Park, le médecin écossais qui « découvrit » l'arbre en explorant le Mali et le Sénégal).
Dans le récit de son Voyage à Tombouctou et à Djenné dans l'intérieur de l’Afrique, René Caillié utilise le terme « cé » (du bambara si) pour nommer cet arbre.
Édouard Heckel et d'autres l'ont autrefois appelé « Bassia parkii » ; Heckel a démontré qu'on pouvait en tirer de la gutta-percha,,.

## Désignation
L'arbre Vitellaria paradoxa est l'unique espèce connue du genre Vitellaria et appartient à la famille des Sapotaceae.
Il existe deux sous-espèces de karité :
- Vitellaria paradoxa subsp. nilotica (Afrique de l'Est)
- Vitellaria paradoxa subsp. paradoxa (Afrique de l'Ouest).

## Description

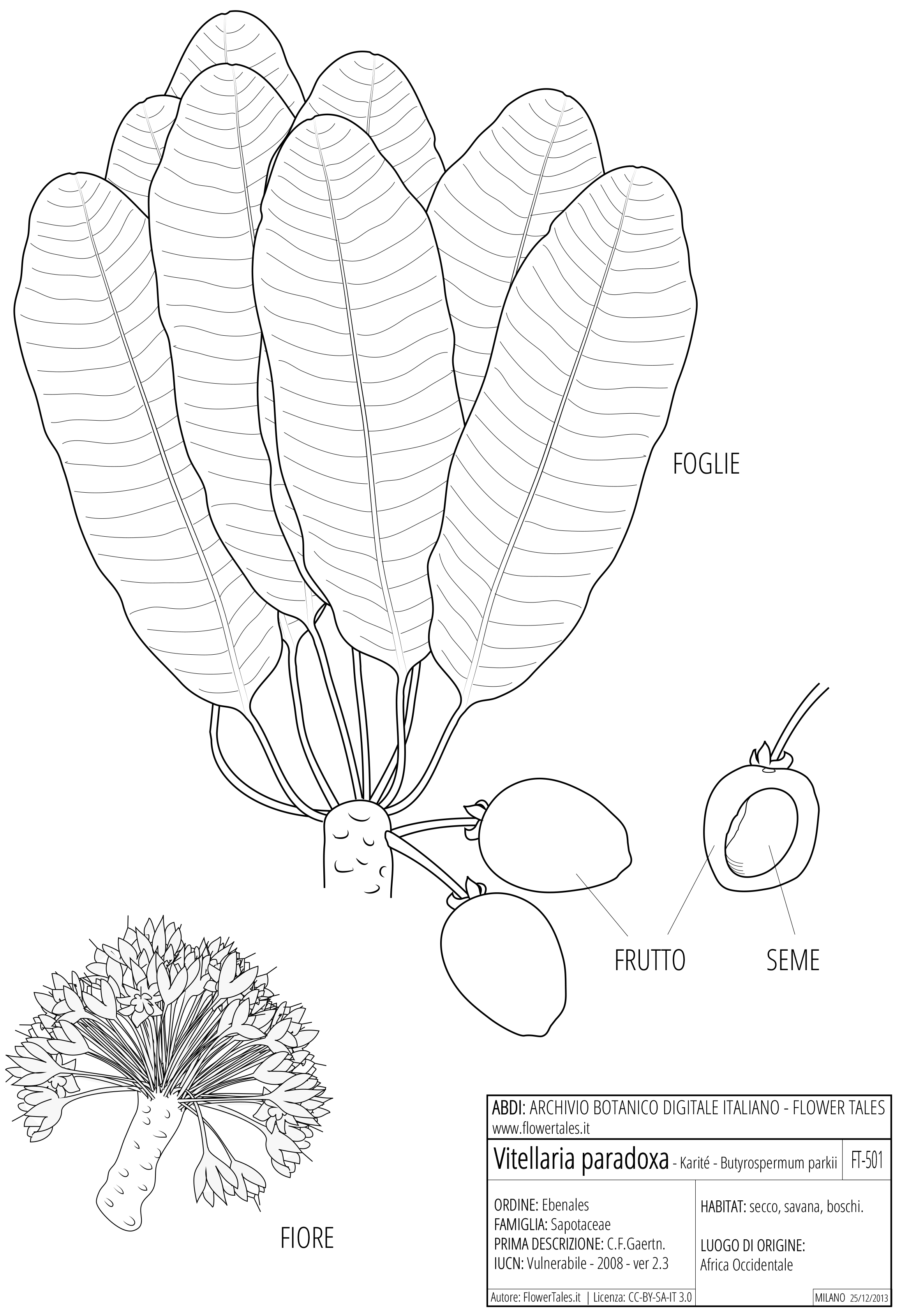
Dessin botanique de 2013.
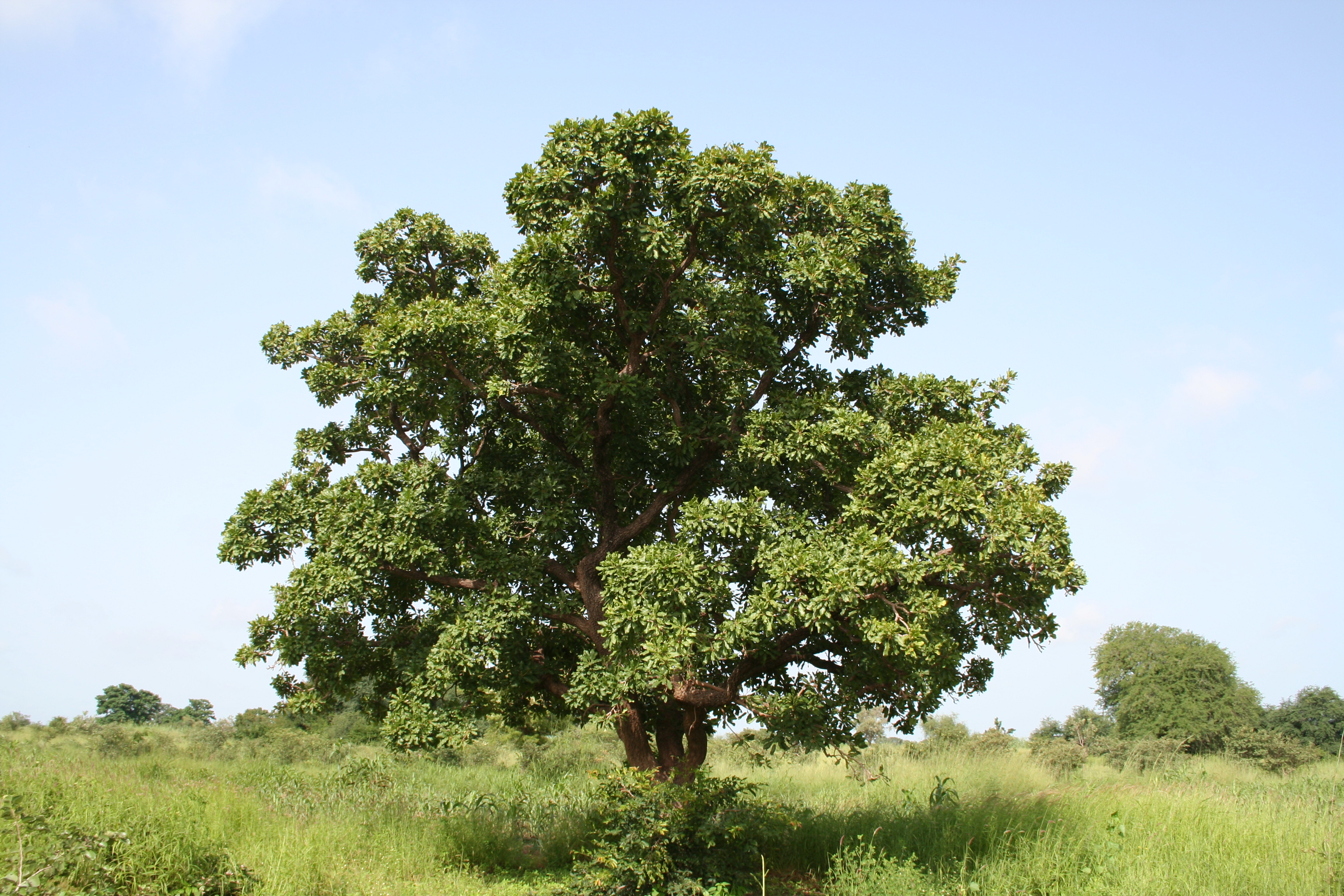
Port général de l'arbre.
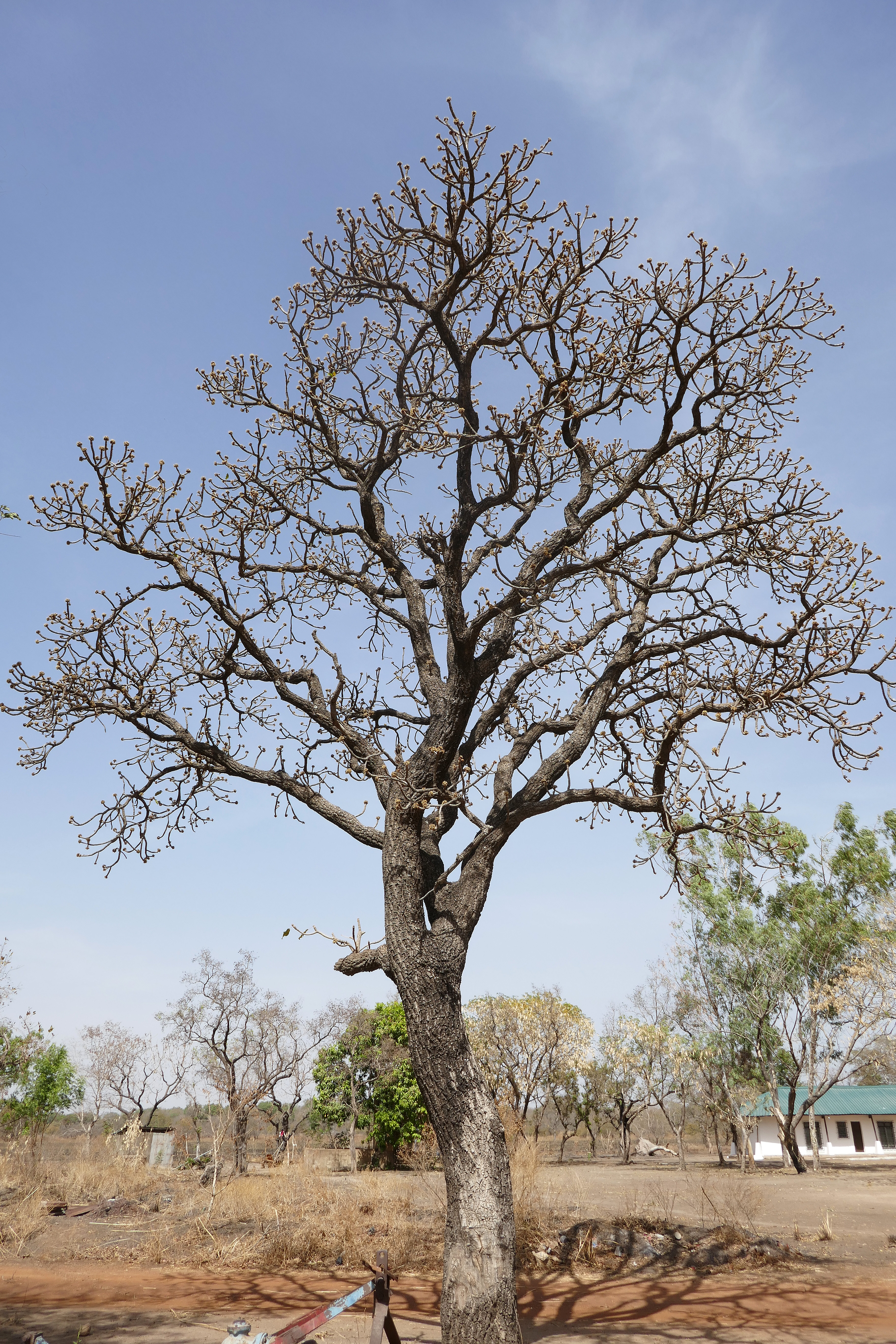
Aspect en période de floraison.
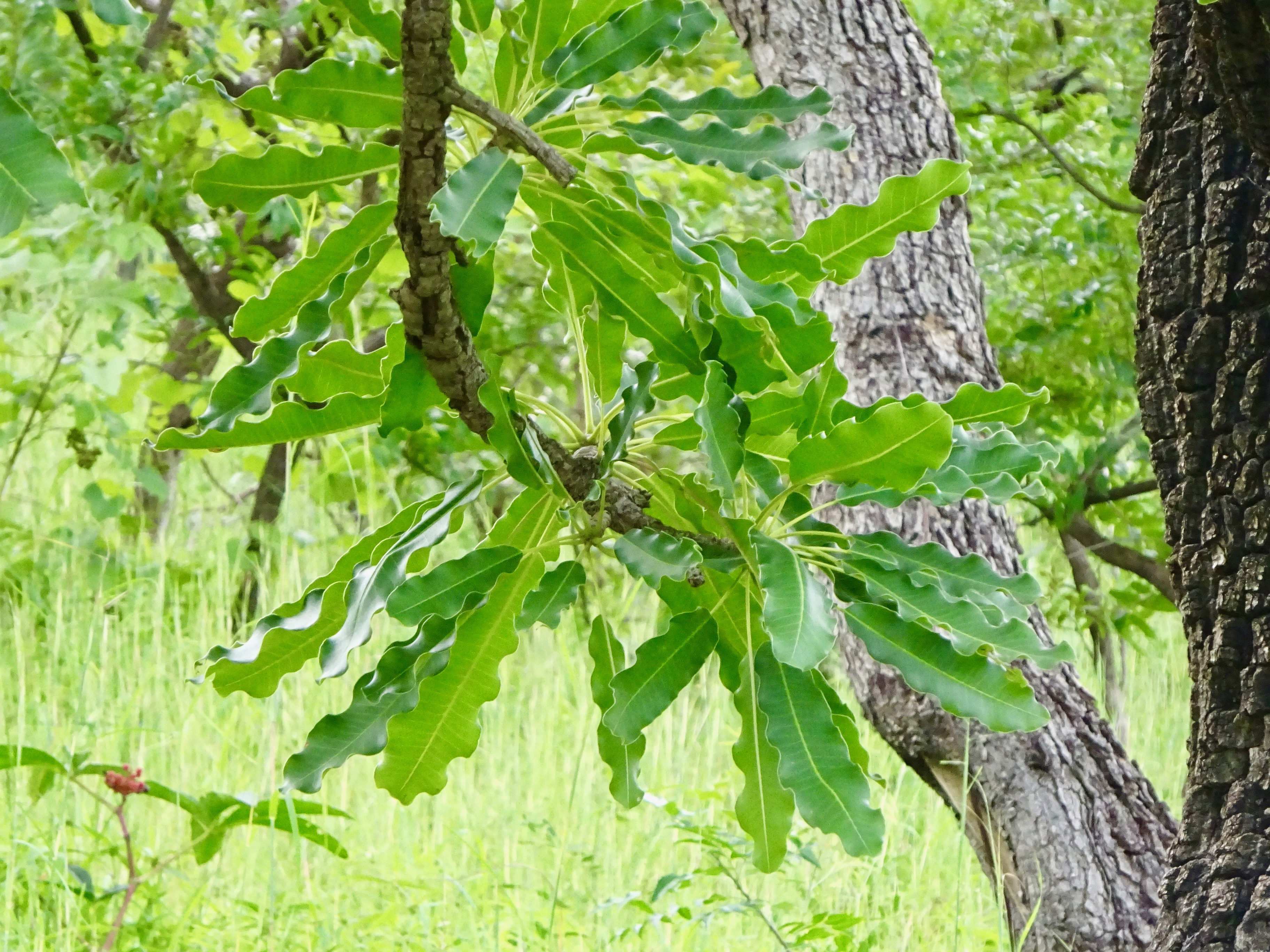
Feuilles.
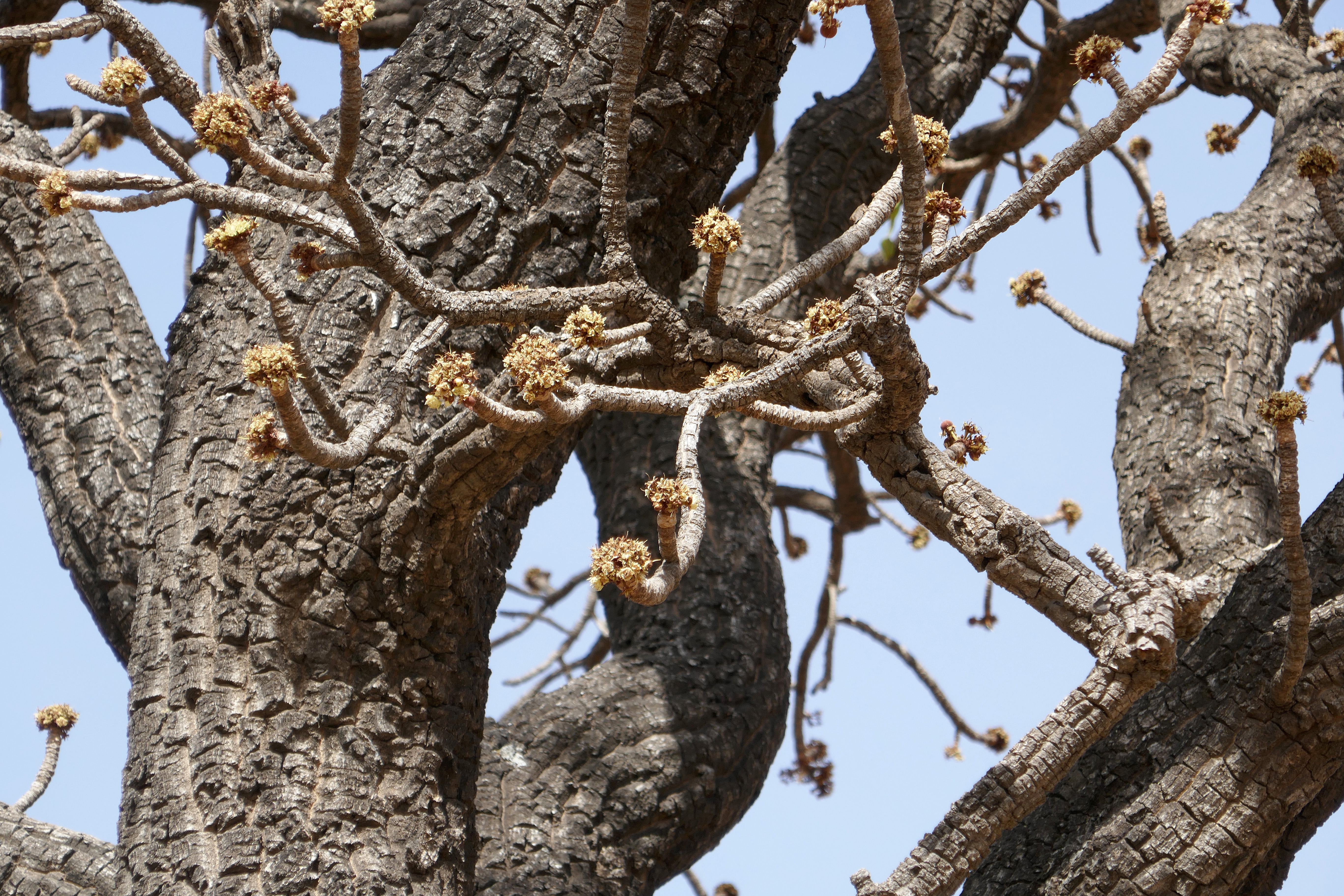
Fleurs.
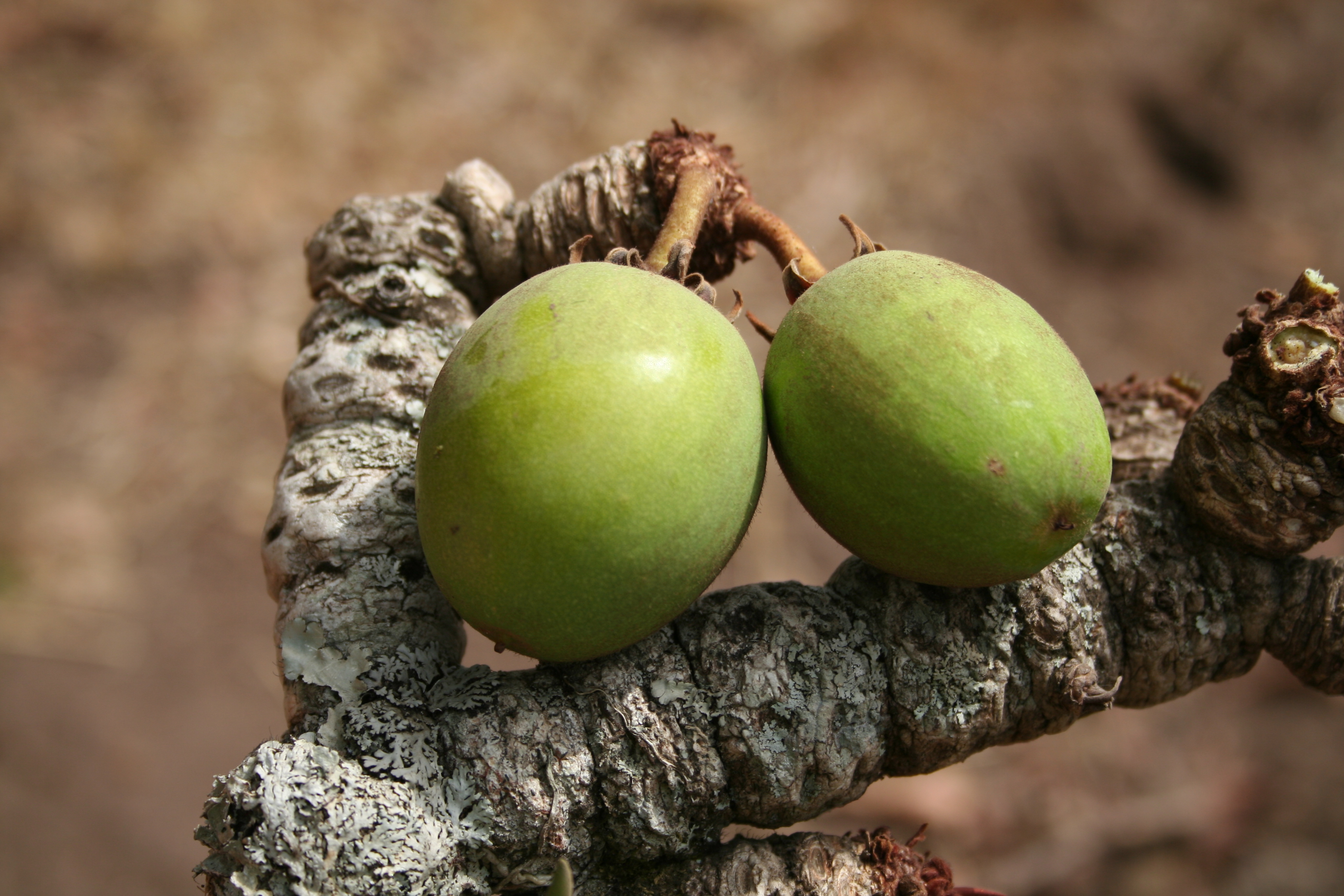
Fruits sur l'arbre.
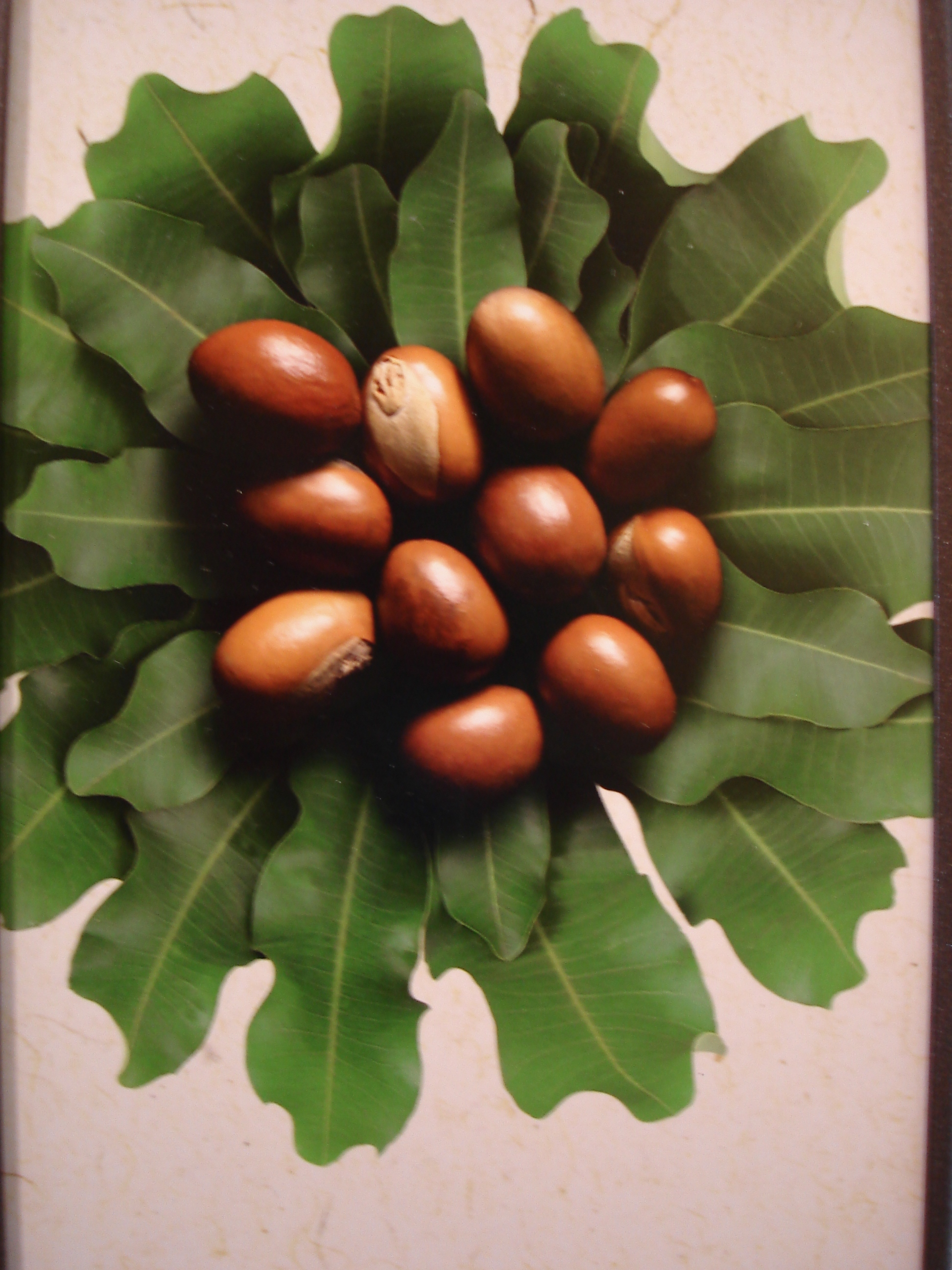
Feuilles et noix de karité.

### Arbre
L'arbre à feuilles caduques mesure entre 10 et 15 mètres. Il ne fleurit qu'au bout de 18 ans et produit alors en discontinu des fruits d’une couleur brune pendant une durée de 100 années. Il peut vivre de deux à trois siècles.
Sa cime est puissante et fortement ramifiée. Elle retombe presque jusqu’au sol quand il a ses feuilles lors de la saison des pluies.
Son tronc peut atteindre entre 1,5 et 1,8 mètre de diamètre. L’écorce est de couleur grise ou noire, épaisse et fissurée horizontalement et verticalement. Lorsque celle-ci est entaillée, elle laisse apparaître du latex, existant également dans les feuilles et les rameaux.

### Feuilles
Ses feuilles sont alternes, oblongues, à bords ondulés et luisantes. Elles sont groupées en bouquets aux extrémités des rameaux épais et mesurent environ 20 centimètres de long sur 7 centimètres de large. Les jeunes feuilles sont rougeâtres et légèrement poilues.

### Fleurs
Les fleurs, de couleur blanc crème, sont odorantes et mellifères. Elles sont regroupées en ombelles denses à l’extrémité des rameaux et apparaissent en saison sèche (entre novembre et janvier) sur les arbres défeuillés. Les abeilles apprécient leur pollen et on trouve donc du miel de fleurs de karité.

### Fruit
Le fruit, appelé également karité, se présente sous la forme de grappes de fruits ovoïdes de couleur vert sombre à brun mesurant entre quatre et huit centimètres de long et pesant entre 10 et 57 g.
C'est une baie charnue et comestible renfermant une, voire deux amandes dures (comparable à une graine d'avocat i.e. son noyau), d'une teinte blanchâtre, entourée(s) d'une coque mince et de pulpe (55 %). Chaque amande recèle une matière grasse pour environ la moitié de son poids. De son amande blanchâtre est extrait le « beurre » de karité, pouvant contenir jusqu'à 55 % de matière grasse.
La production moyenne est de 20 kg de fruits par arbre.

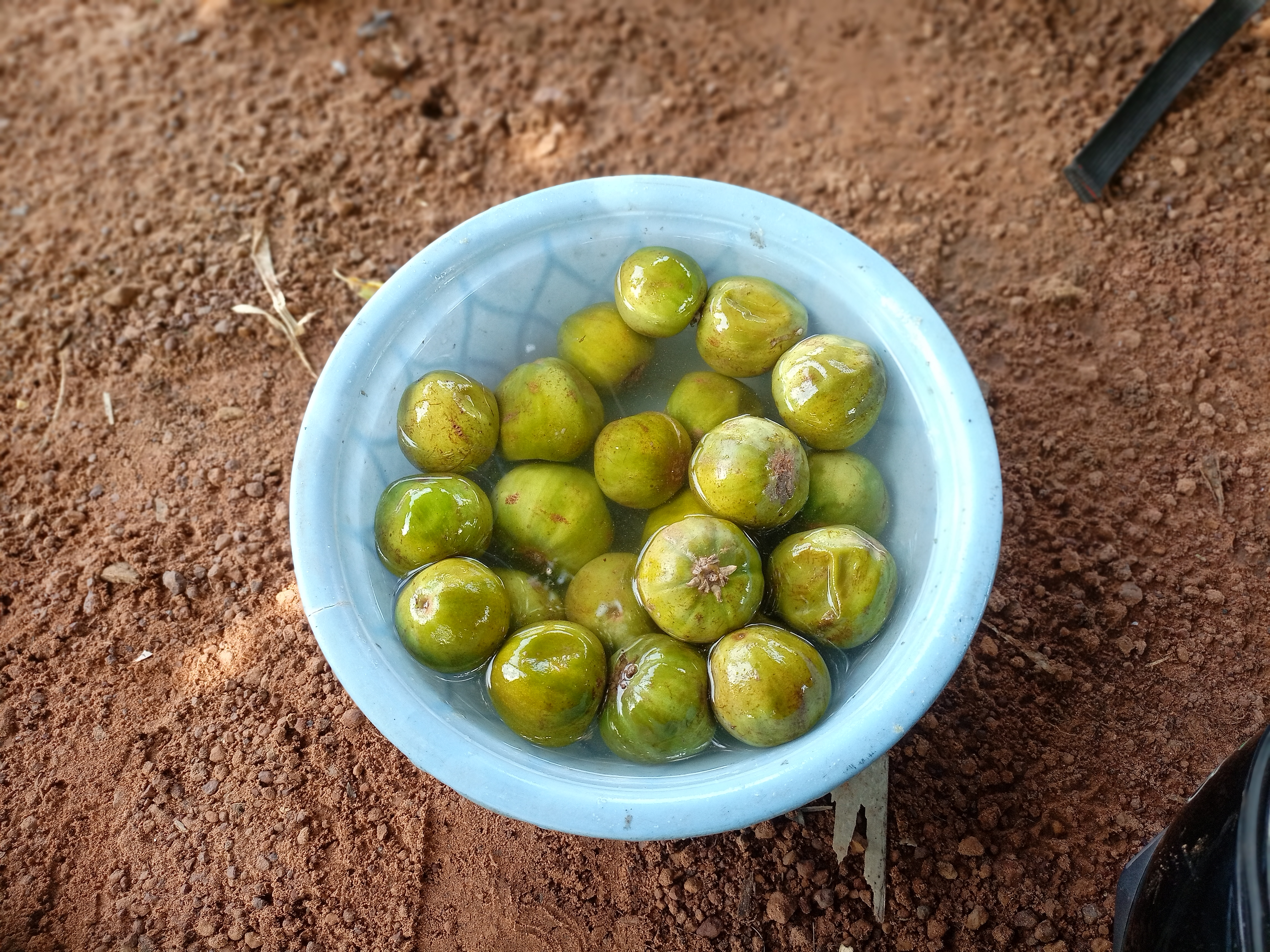
Fruit du karité (Vitellaria paradoxa)

## Répartition

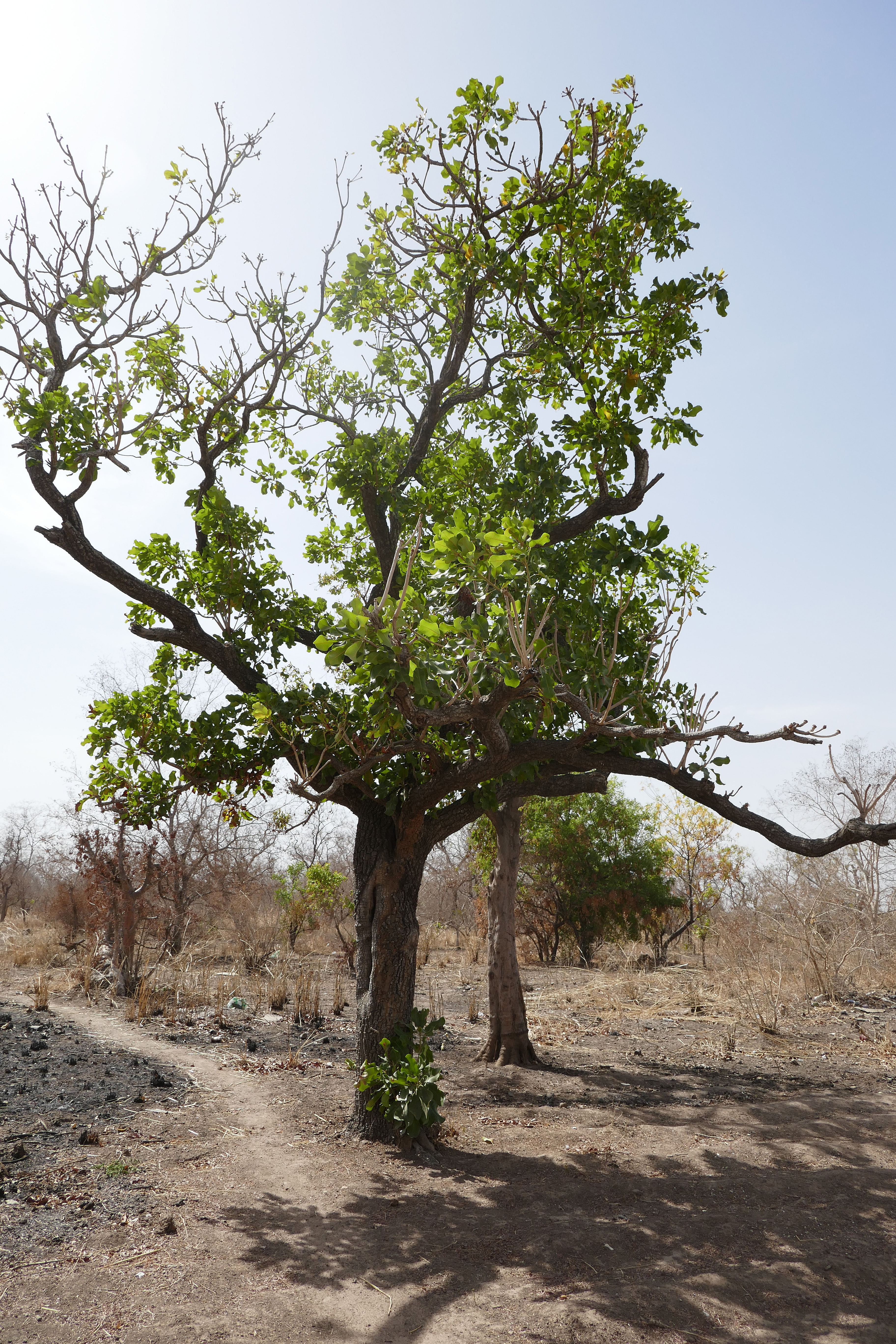
Karité au parc national de la Pendjari, nord-ouest du Bénin.

Le karité pousse dans une vingtaine de pays d'Afrique de l'Ouest (Mali, Burkina Faso, Côte d'Ivoire, Ghana, Guinée, Nigeria, Bénin, Togo, Sénégal) ainsi qu'au Cameroun, en République du Congo, RDC, au Soudan ou en Ouganda, sur une bande s'étendant sur plus de 5 000 km.
La plante est sur la liste des espèces menacées de l'UICN, principalement en raison des feux de brousse d'origine humaine et de sa surexploitation à des fins économiques, hors encadrement éco-durable.

## Culture
Le karité pousse à l'état naturel dans les savanes arborées où il est conservé dans des parcelles cultivées lors de leur défrichement, qui sont des parcs à karité de formation naturelle mais après sélection des génotypes présentant des traits souhaités de fruits et de noix, le long des millénaires,,.
Sa multiplication est effectuée par la graine, en semis direct, la plante supportant mal la transplantation.
Sa croissance est lente. Il faut attendre 15 ans pour qu'un arbre issu de semis donne ses premiers fruits mais seulement 5 ans pour un arbre greffé qui produira en plus des noix de qualité connue.
Le karité n'atteint sa maturation que vers 30 ans où il pourra produire 15 à 30 kg de fruitspar an, soit environ 6 kg d'amandes sèches qui permettront d'obtenir 2 kg de beurre de karité, soit un rapport d'un tiers. L'arbre donne le maximum de fructification entre ses 50 et 100 ans, ce qui est un grand obstacle à sa culture.
Avant de fabriquer le beurre de karité, les fruits de karité sont ramassés entre mai-juin et mi-septembre par des femmes,,.
Le bois de karité est également utilisé pour la confection de divers objets ou entre dans la composition d'éléments de structure dans les pays où il est exploité.
Le Nigeria est le premier producteur mondial de karité, suivi du Mali (environ 20 millions de pieds de karité en 2017) et du Burkina Faso.

## Exportation et industrie

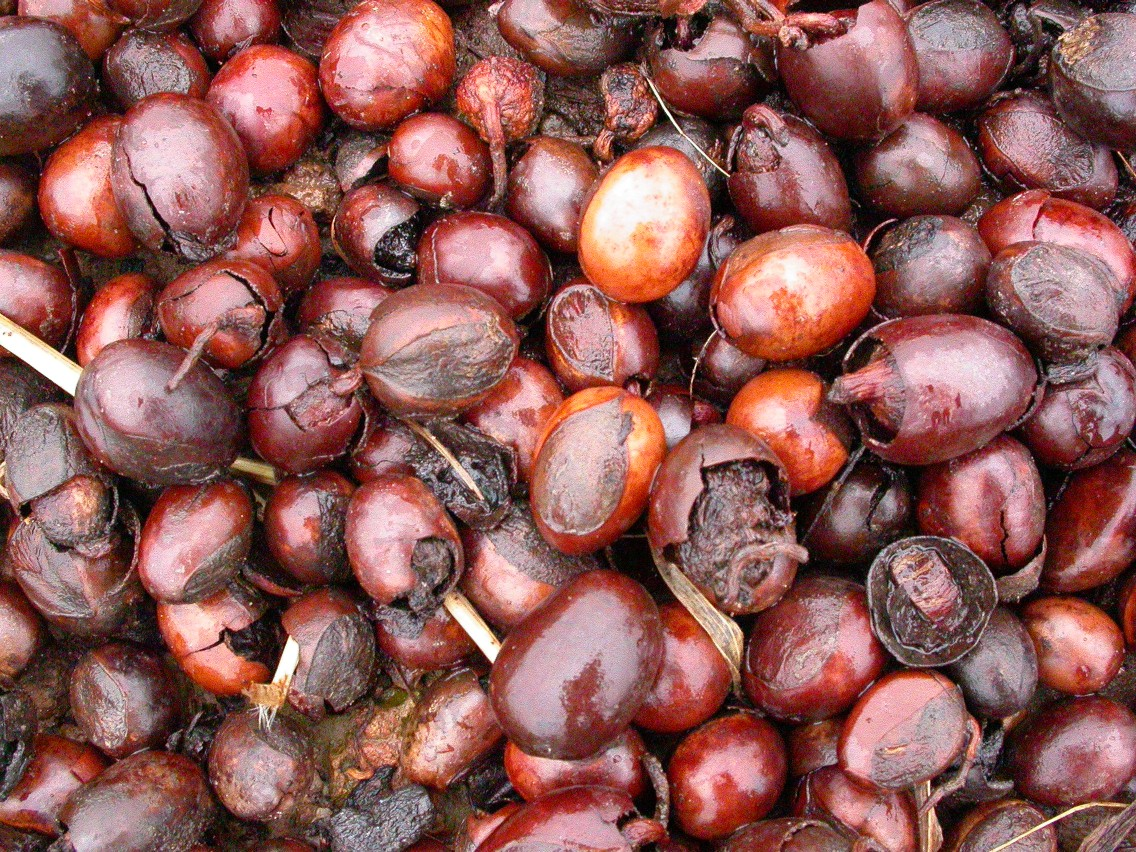
Noix ou amandes de karité, Burkina

La demande du marché européen et international en amandes de karité augmente fortement au tournant du XXIe siècle et se ressent sur les marchés locaux ouest-africains où l'intervention de décideurs politiques nationaux ou internationaux (comme l'USAID) et d'ONG conduit à une multiplication des projets de développement du karité, en appui aux coopératives de femmes et pour l'allègement de la pénibilité des opérations de production exécutées exclusivement par elles,,,.
En 2004, alors que l'Union européenne importe le beurre de karité africain à des fins alimentaires et pour les soins-cosmétiques - et excède en cela le marché américain - , les États-Unis ne l'importent que pour l'utiliser dans les produits de soin corporel et les cosmétiques, bien que son importation soit approuvée par le Food and Drug Administration (l’office américain du contrôle pharmaceutique et alimentaire), à cause de son odeur et de sa couleur moins agréables que les autres huiles végétales dont le pays dispose.
De 200 à 500 000 tonnes de noix de karité sont exportées chaque année d'Afrique de l'Ouest où le Burkina Faso figure le plus grand exportateur de karité en 2011.
« Le prix des noix et du beurre de karité est à peu près deux fois plus élevé dans les pays les plus éloignés du marché d’exportation (Ouganda, Soudan, République centrafricaine, Sénégal) que dans les pays plus proches (Ghana, Mali, Burkina Faso) ».
Des centaines de milliers de villages interviennent dans l'industrie mondiale du karité, ce qui a un impact sur l'économie, la sécurité alimentaire, la santé et l'éducation des communautés.
La récolte des fruits, l’extraction et la production du karité sont principalement effectuées par près de seize millions de femmes issues des zones rurales,, dont elles améliorent la situation économique, ce qui a donné au karité son surnom de « l'or des femmes »,. Cependant, « (la) filière internationale du karité est, de façon générale, contrôlée essentiellement par des hommes et est dominée par quelques agents en situation de monopole », ce qui relativise la dimension de « commerce équitable »,,.

Femmes à toutes les étapes de la fabrication du beurre de karité
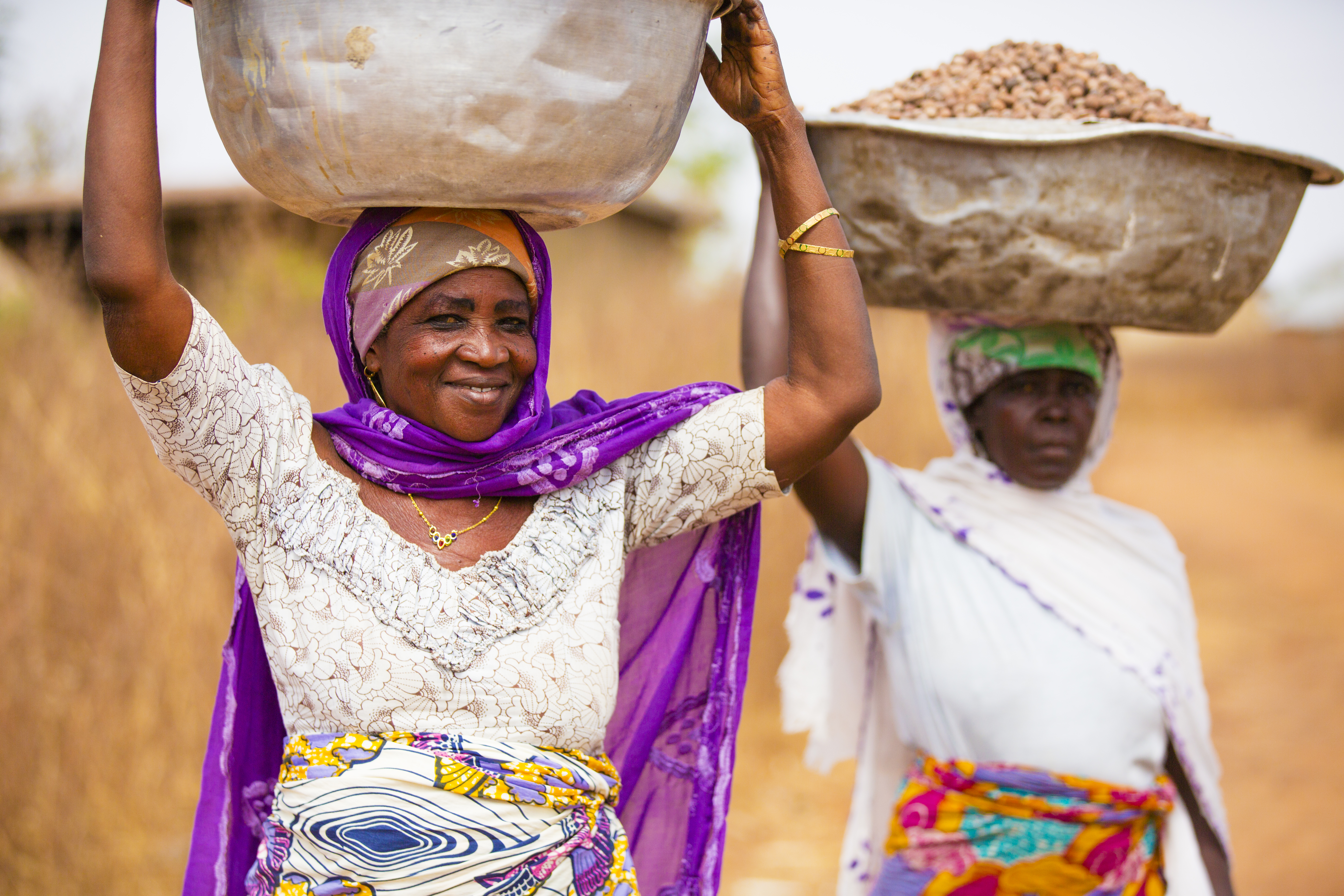
Port des noix.
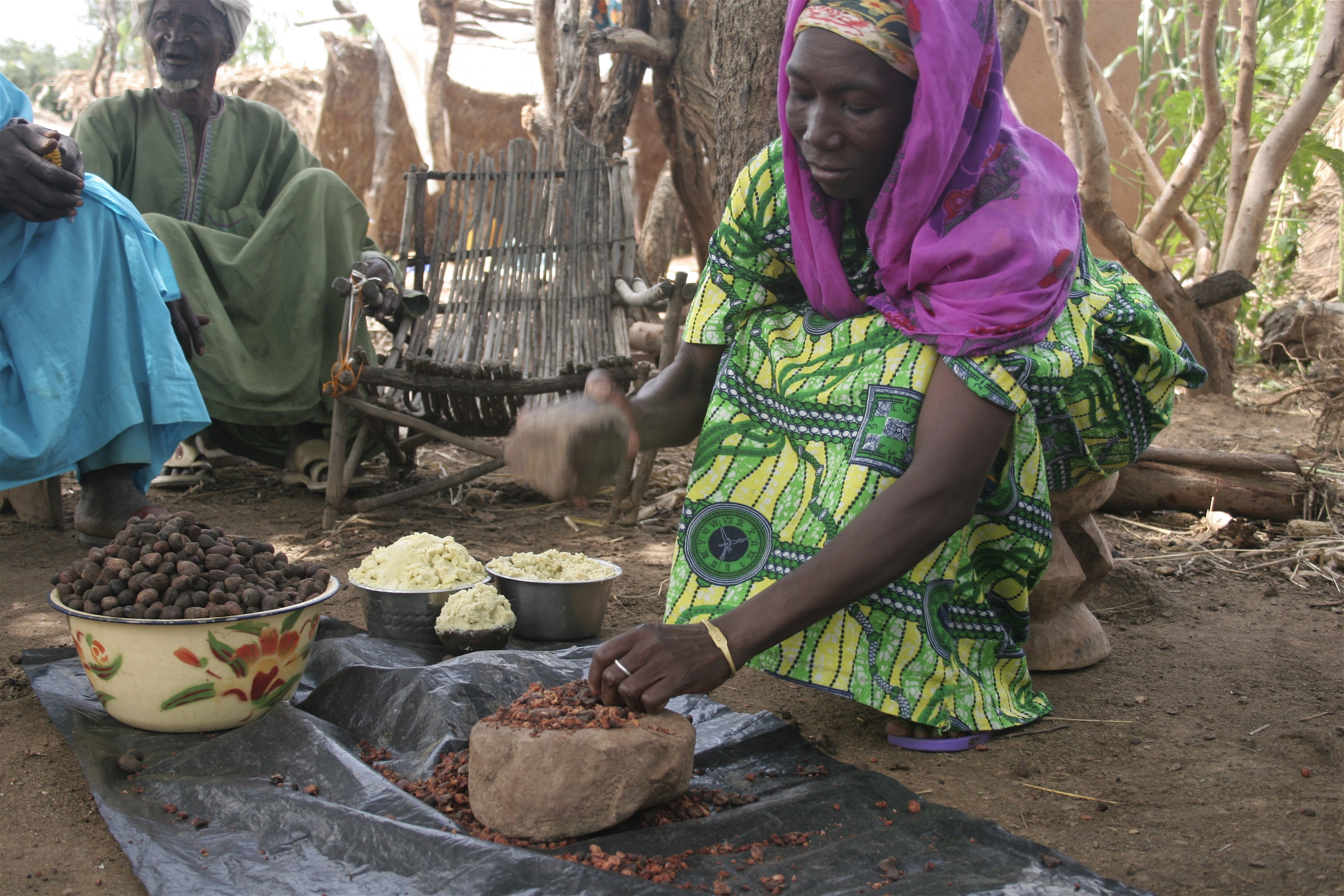
Cassage des coques.
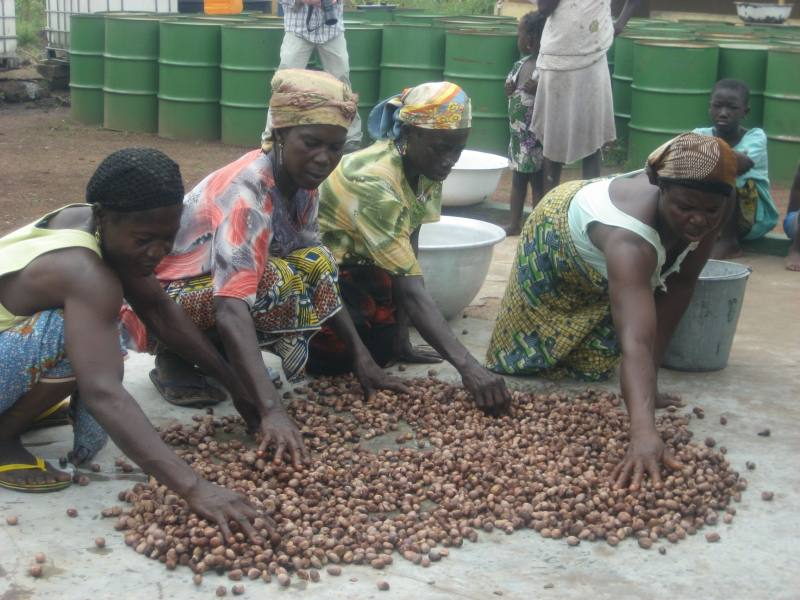
Tri et séchage des amandes.
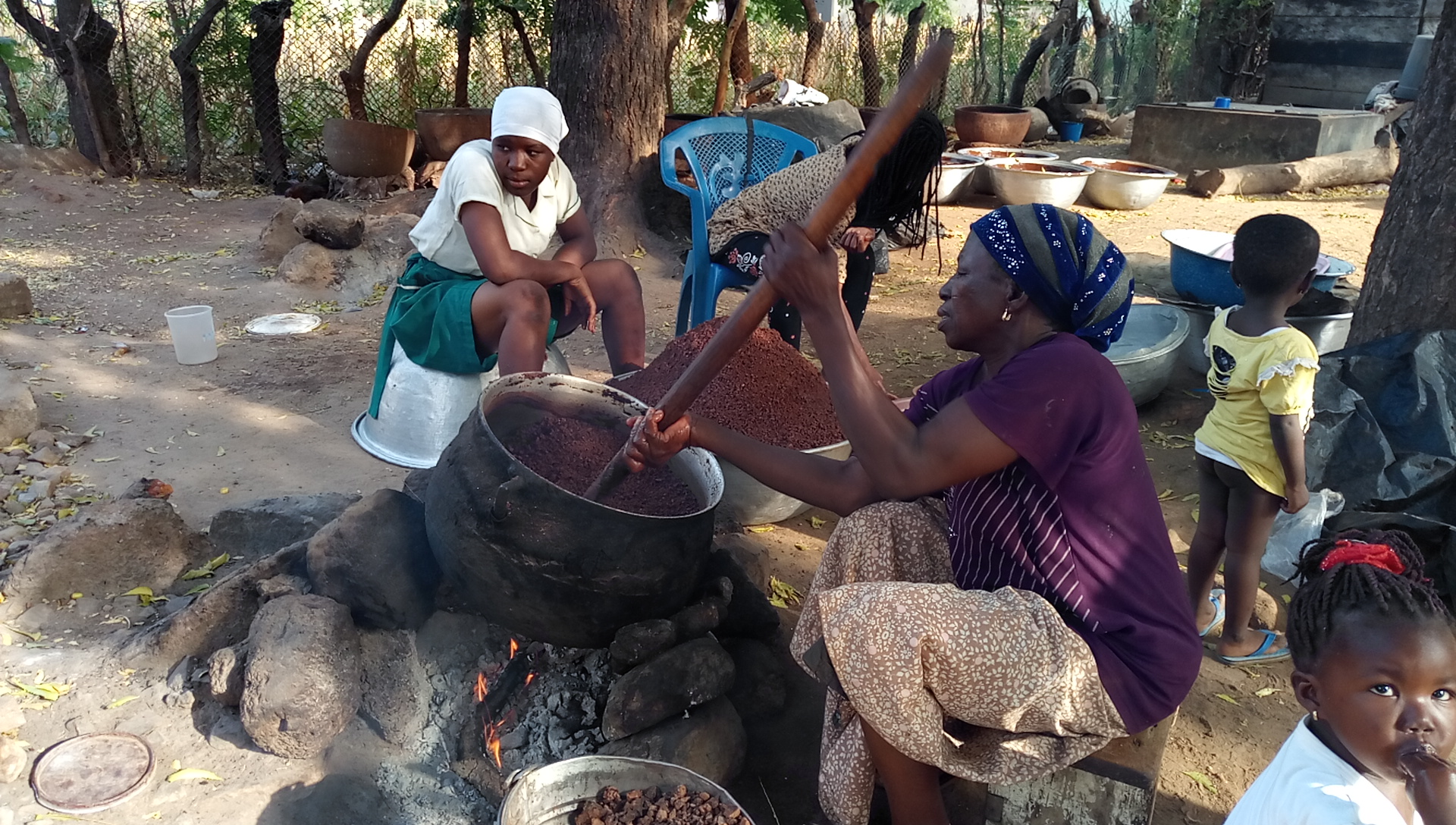
Torréfaction.
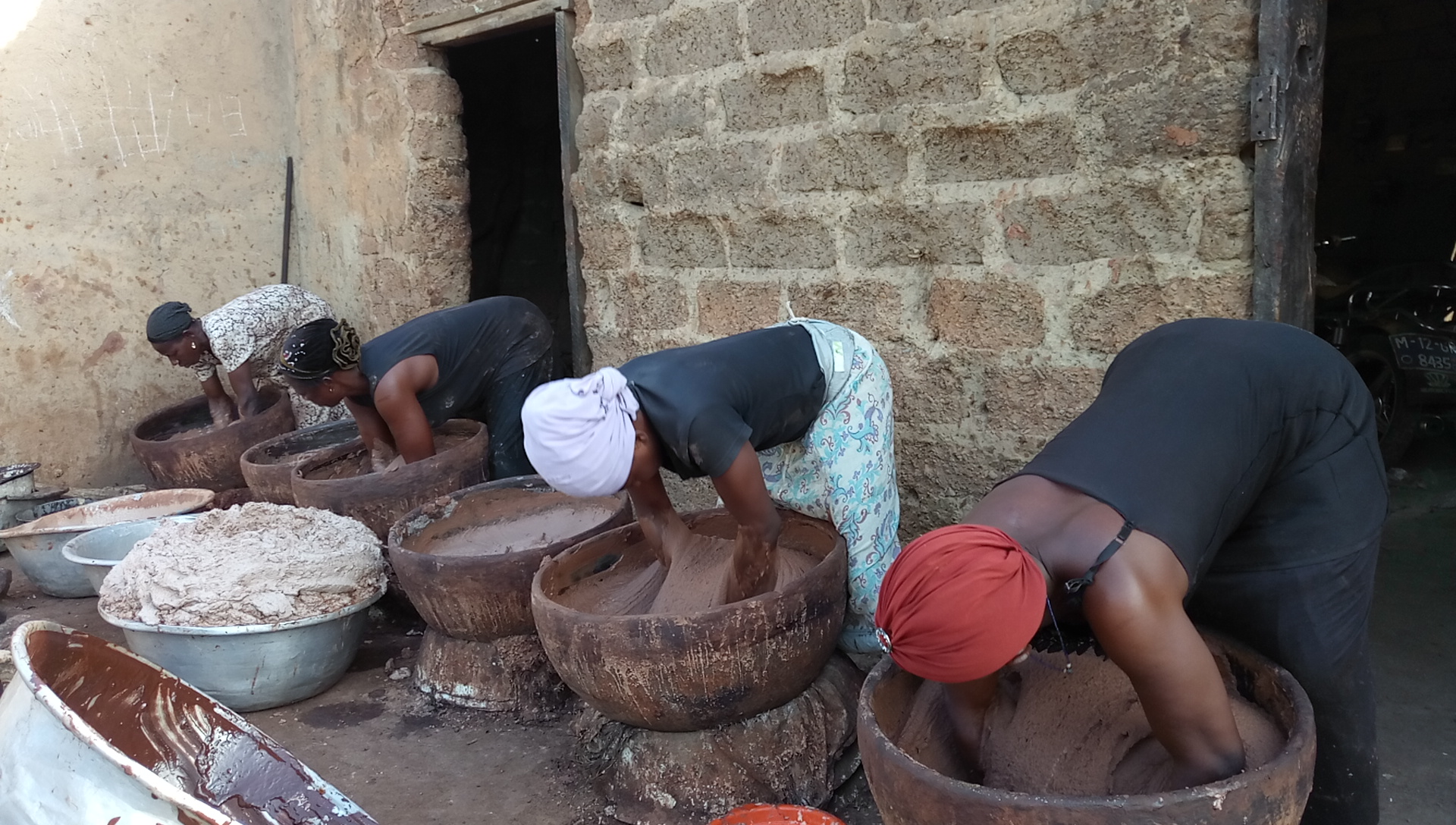
Barattage.
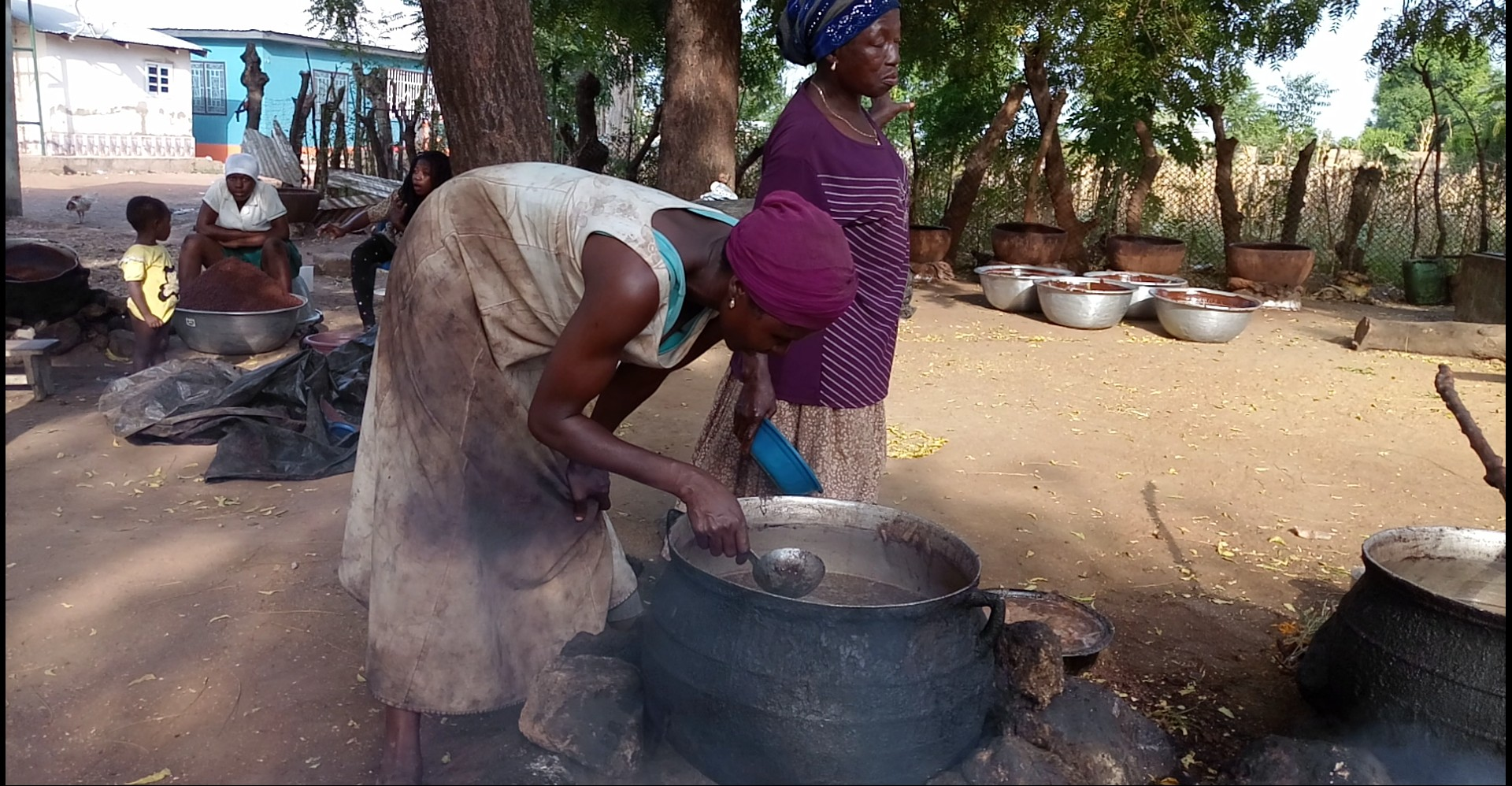
Cuisson et écumage.

## Composition

### Fruit de karité

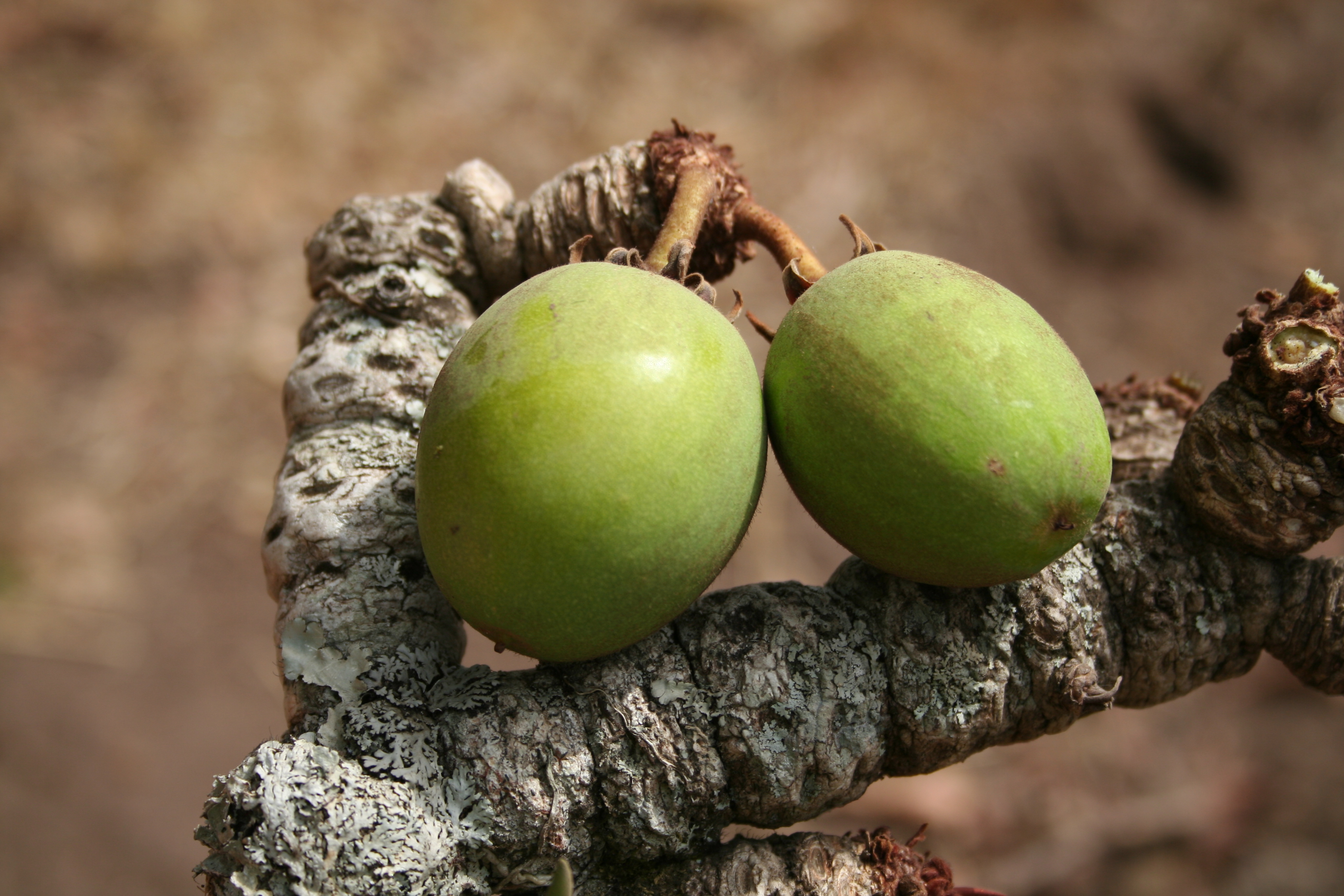
Fruits, sur le mont Mbapit, au Cameroun.

La pulpe verte du fruit de karité est riche en vitamine C (196,1 mg/100 g). La consommation de 50 grammes de pulpe par jour couvre 332 % de la dose quotidienne recommandée (RDI) aux enfants (4-8 ans) et 98 % de celle aux femmes enceintes.
Son taux d'humidité est en moyenne de 74,2 %. Elle apporte pour 100 g de fruit, 22,6 g de glucides, 5,2 g de protéines brutes et 1,3 g de lipides bruts.

### Beurre de karité
La teneur chimique des constituants des noix et du beurre de karité varie notablement selon la provenance géographique des noix à cause notamment des différences de climat des régions concernées,,,.

#### Acides gras
Le beurre de karité est composé de cinq principaux acides gras.
| Acide gras       | Moy  | Min  | Max  |
| ---------------- | ---- | ---- | ---- |
| 16:0 Palmitique  | 4.0  | 2.6  | 8.4  |
| 18:0 Stéarique   | 41.5 | 25.6 | 50.2 |
| 18:1 Oléique     | 46.4 | 37.1 | 62.1 |
| 18:2 Linoléique  | 6.6  | 0.6  | 10.8 |
| 20:0 Arachidique | 1.3  | 0.0  | 3.5  |

#### Phénols
Le beurre de karité contient notamment des catéchines, des tocophérols (vitamine E), des triterpènes (principalement amyrines, lupéol et butyrospermol).

## Utilisation

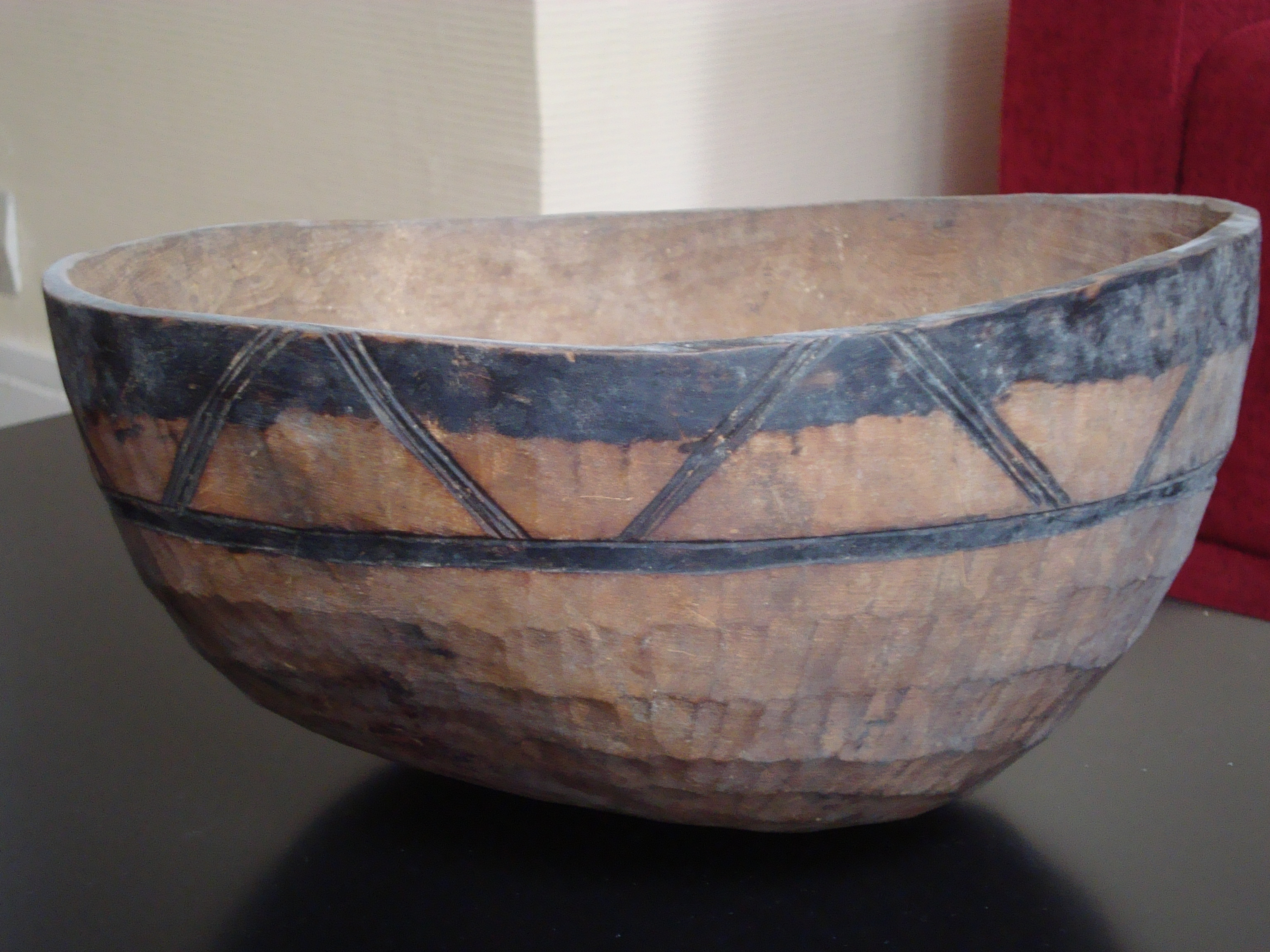
Bol « bandiagara » en bois de karité, artisanat dogon de la falaise de Bandiagara au Mali.

### Bois
Le bois de karité est difficile à travailler mais étant durable et résistant aux termites, il convient pour fabriquer des piquets, des pieux pour les maisons ainsi que des récipients comme le bol des Dogons, le bandiagara.
Il peut également être utilisé comme charbon de bois qui est de meilleure qualité que celui obtenu avec d'autres bois,.

### Beurre

#### Cosmétique et para-médical

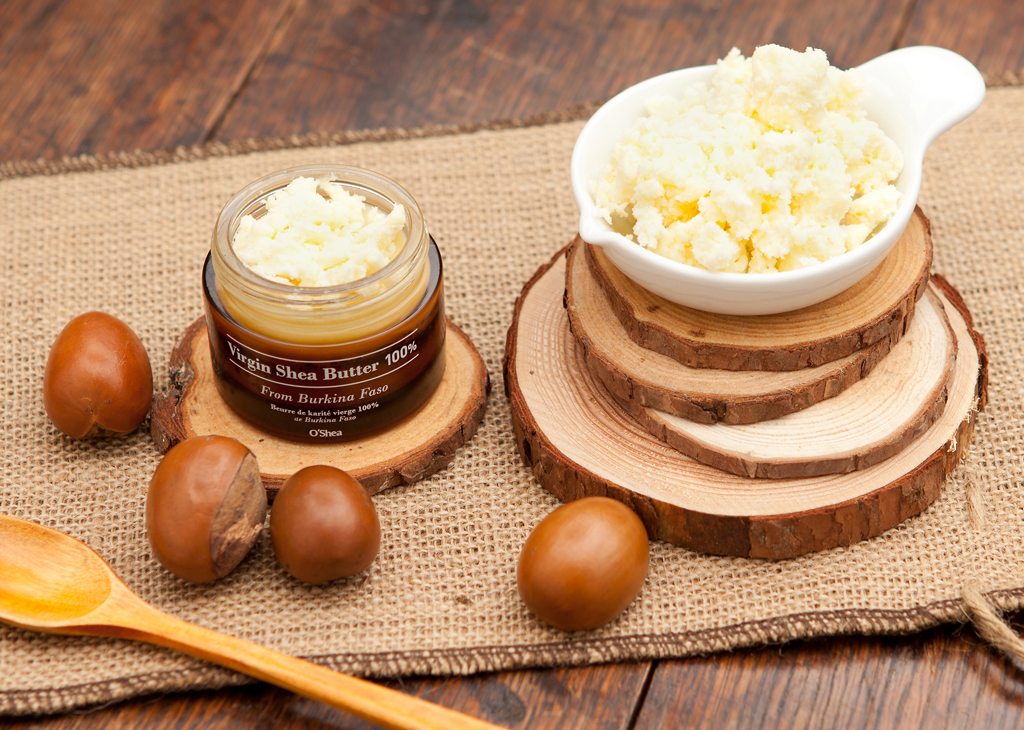
Beurre de karité non-raffiné en cosmétique, Burkina Faso

Les amandes des fruits de cet arbre servent à la fabrication du beurre de karité. Dans les pays de l'ouest de l'Afrique, le beurre de karité est utilisé pour l'alimentation, la santé et la beauté (soin de la peau et des cheveux, contre les conditions climatiques, le vieillissement, la sècheresse, en savon),, pour les rituels sacrés et les cérémonies...
Le karité a connu une renommée internationale, il y a une dizaine d'années[C'est-à-dire ?] grâce à l'industrie cosmétique. Cet ingrédient, souvent dans une version raffinée désodorisée (ce qui lui fait perdre en qualité), est intégré, à divers pourcentages pas toujours indiqués sur les étiquettes des produits cosmétiques, pour ses vertus nourrissantes et réparatrices.
Le karité a une teneur relativement élevée en tocophérols (vitamine E) et autres substances anti-oxydantes. Ainsi a-t-il des propriétés hydratantes car il a une teneur élevée d'insaponifiables et allantoïne. Il est de fait très bien toléré par la peau ; à l'application, la peau se lisse et s'assouplit.
Il peut d’ailleurs être utilisé pour apaiser en cas d’eczéma (dermite atopique) ou de psoriasis et entre dans la composition de plusieurs produits pharmaceutiques en Occident,,.
On lui reconnaît en outre des propriétés anti-inflammatoires et une action anti-oxydante.

#### Alimentaire

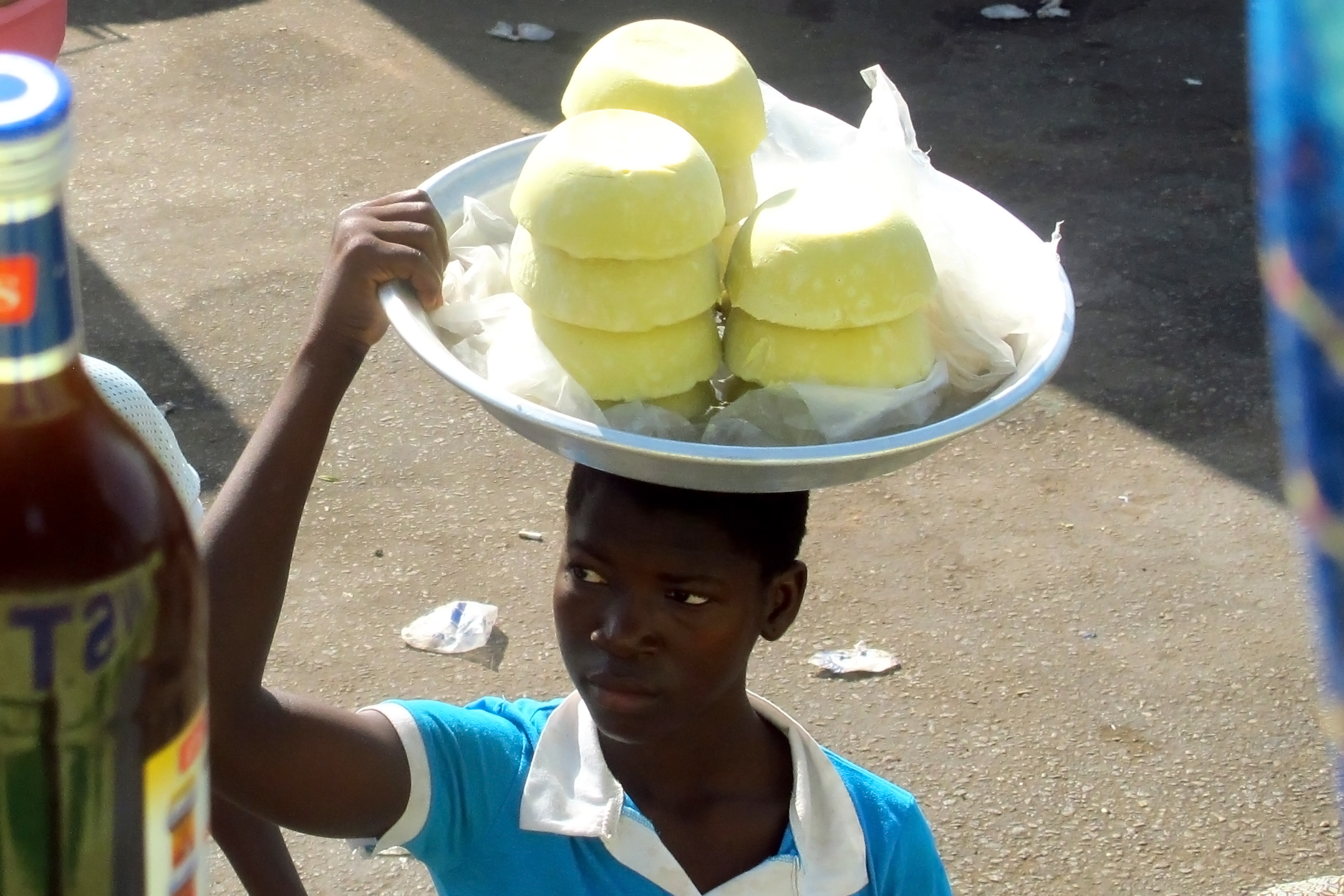
Jeune vendeuse de beurre de karité à Tafiré, Côte d'Ivoire

En Afrique, ce beurre est consommé depuis des millénaires ; il est évoqué dans le récit de voyage du marocain Ibn Battûta, au milieu du XIVe siècle, quand l'explorateur traverse le Mali,. Dans les pays occidentaux, particulièrement en Union européenne (et non pas aux États-Unis), contrairement à l'idée commune, le karité est principalement présent dans l'industrie agroalimentaire en tant qu'exhausteur de goût (margarine, pâte feuilletée, chocolat, confiserie, biscuits et autres produits contenant de la graisse végétale). Les producteurs de chocolat utilisent le beurre de karité à la place de beurre de cacao jusqu’à 5 % dans leurs produits. Comme l'huile de palme, il figure sous la mention « matière grasse végétale » dans la liste d'ingrédients, ce qui explique la méconnaissance de son utilisation dans cette industrie.
La pulpe, riche en vitamine C, qui entoure l'amande peut également être mangée quand sa coque est encore verte, en début de saison pluvieuse en Afrique, alors que les réserves alimentaires des familles sont au plus bas. La saveur du fruit ressemble à celle d'un avocat mais elle est sucrée.

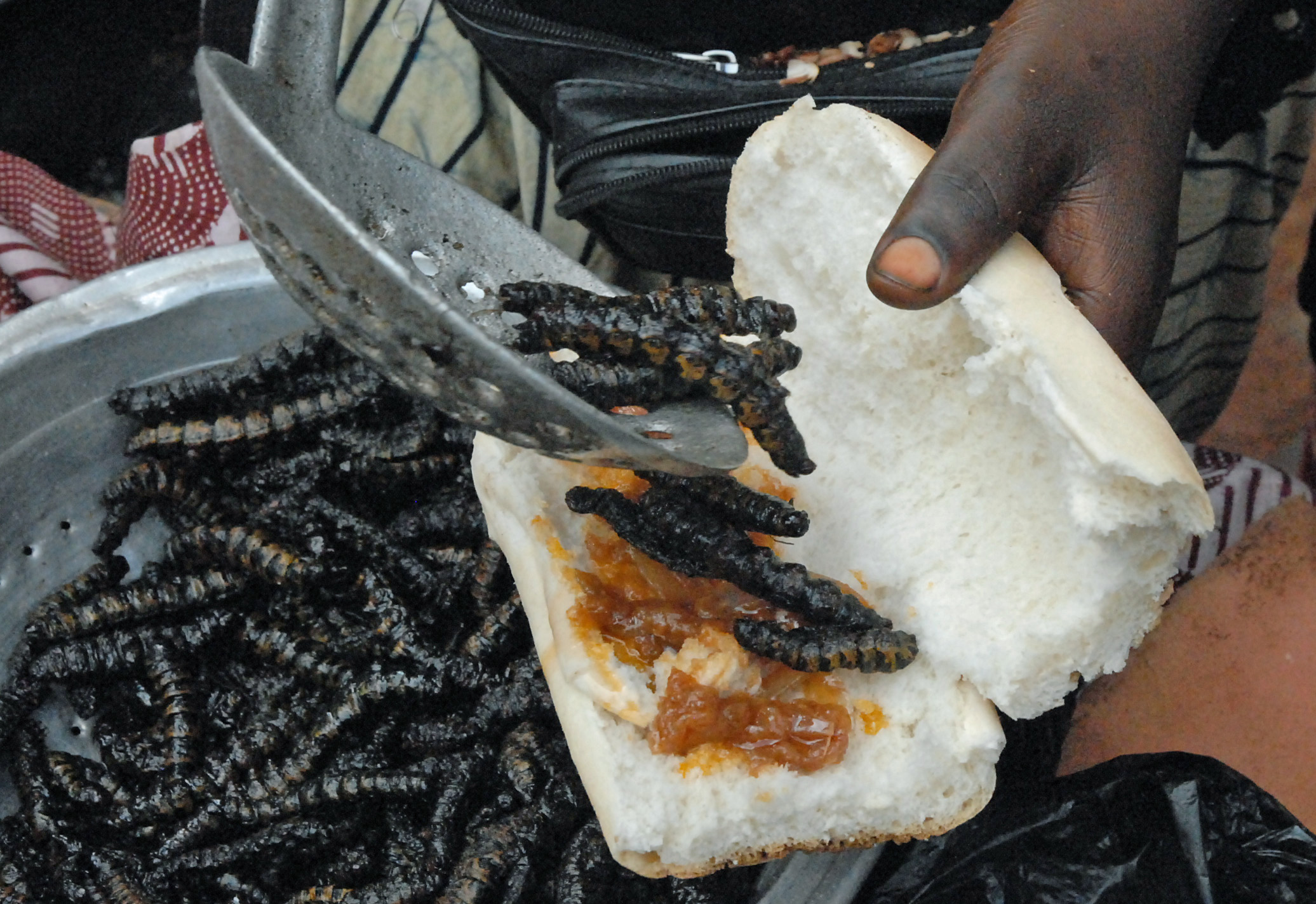
Sandwich à la chenille de karité à Boromo au Burkina Faso

La chenille de l'arbre à karité, le Cirina butyrospermi (appartenant à la famille des Saturniidae, Lepidoptera), appelée chitoumou, est récupérée pour être consommée crue, séchée ou frite puis mangée par les populations locales.

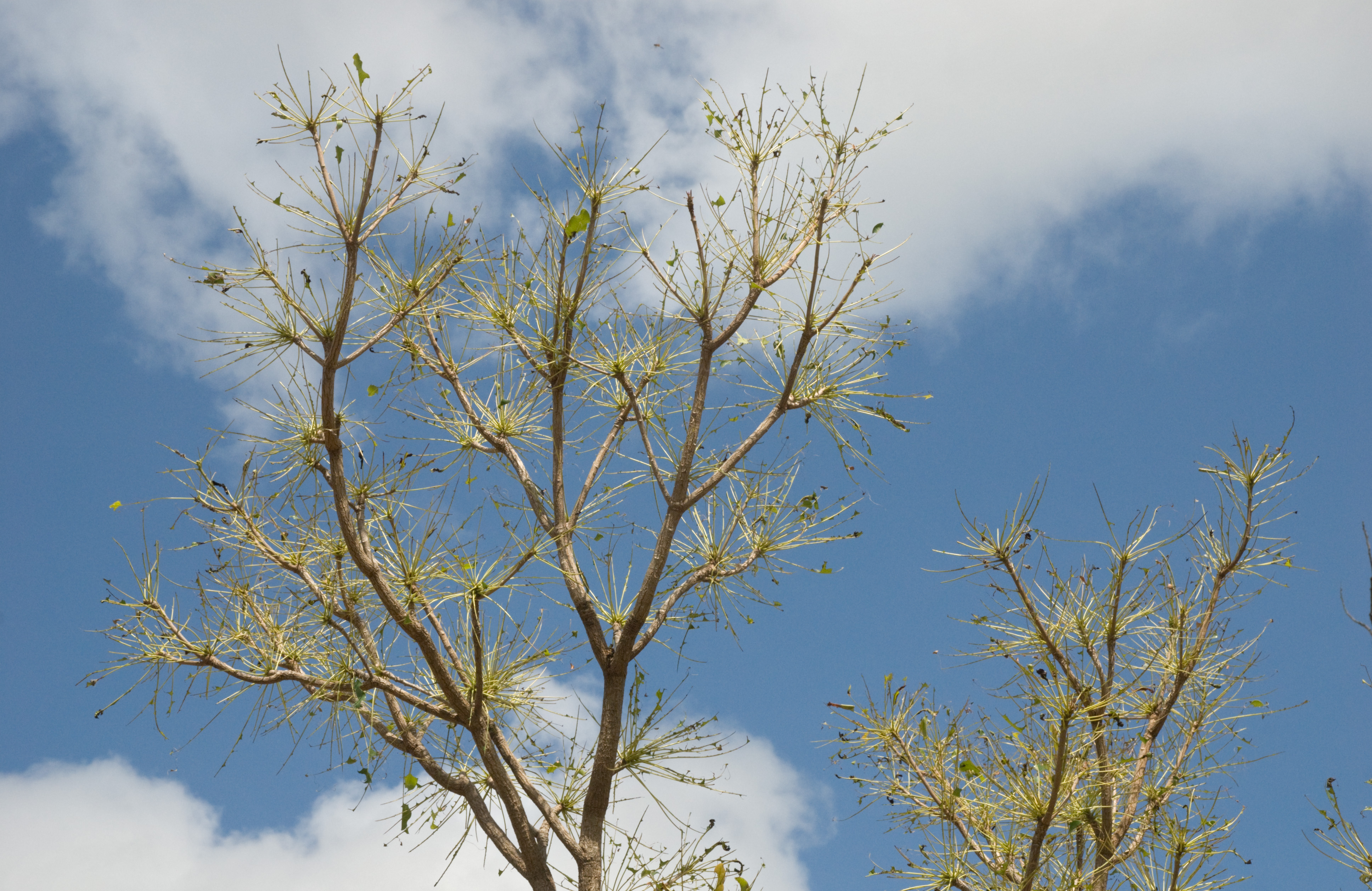
Karités ravagés par les chenilles de karité (Cirina butyrospermi, Saturniidae, Lepidoptera), Burkina Faso, 2017

#### Autre
Dans son récit de voyage au XIVe siècle, Ibn Battûta indique que le beurre de karité entre dans la composition d'une chaux pour recouvrir les murs de certaines habitations au Mali,.

## Galerie

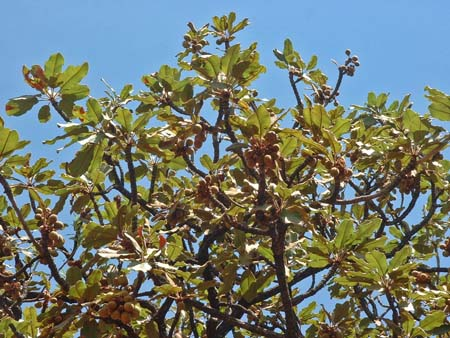
Vitellaria paradoxa, l'arbre à karité
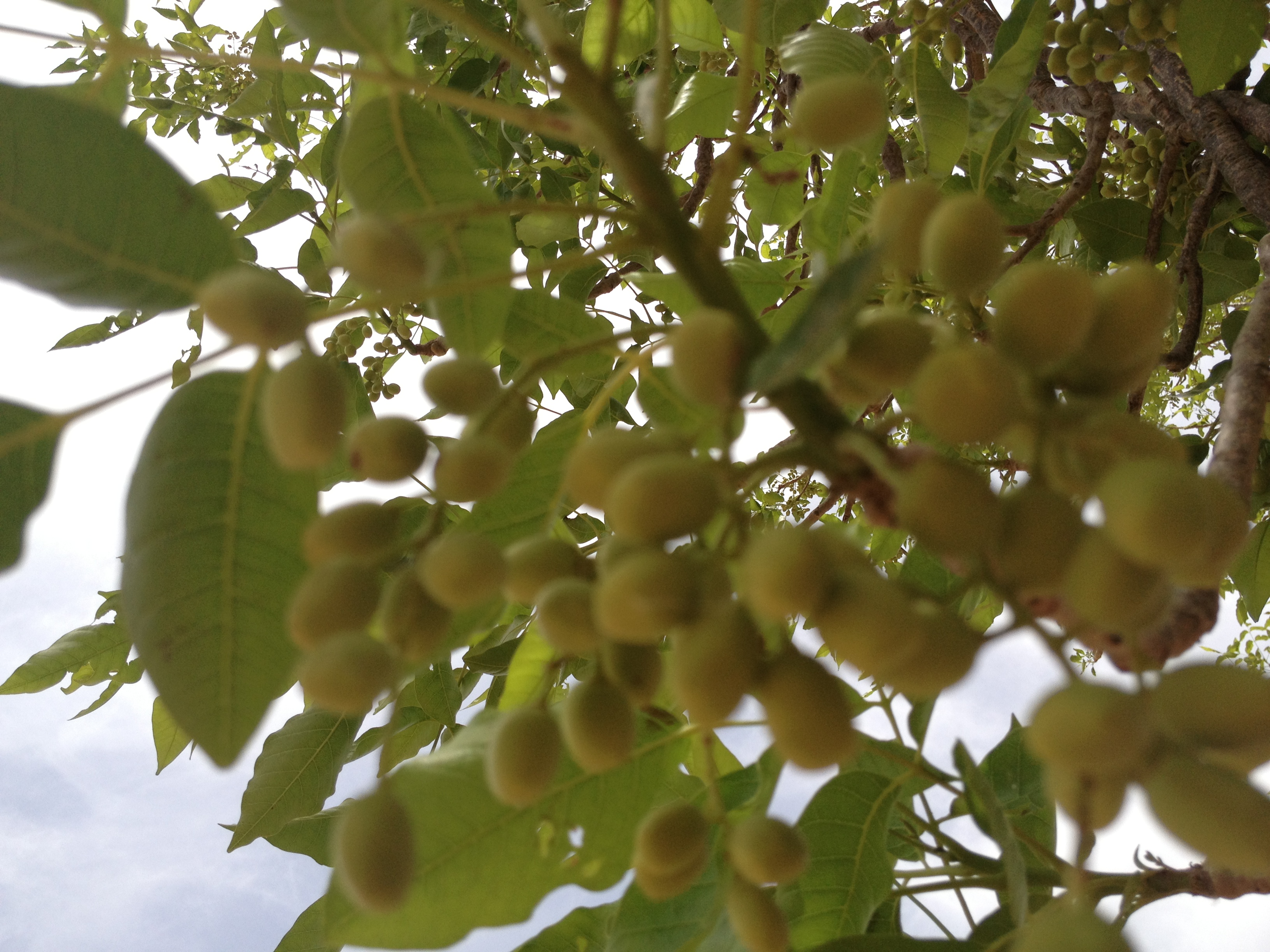
Fruits de karité sur l'arbre
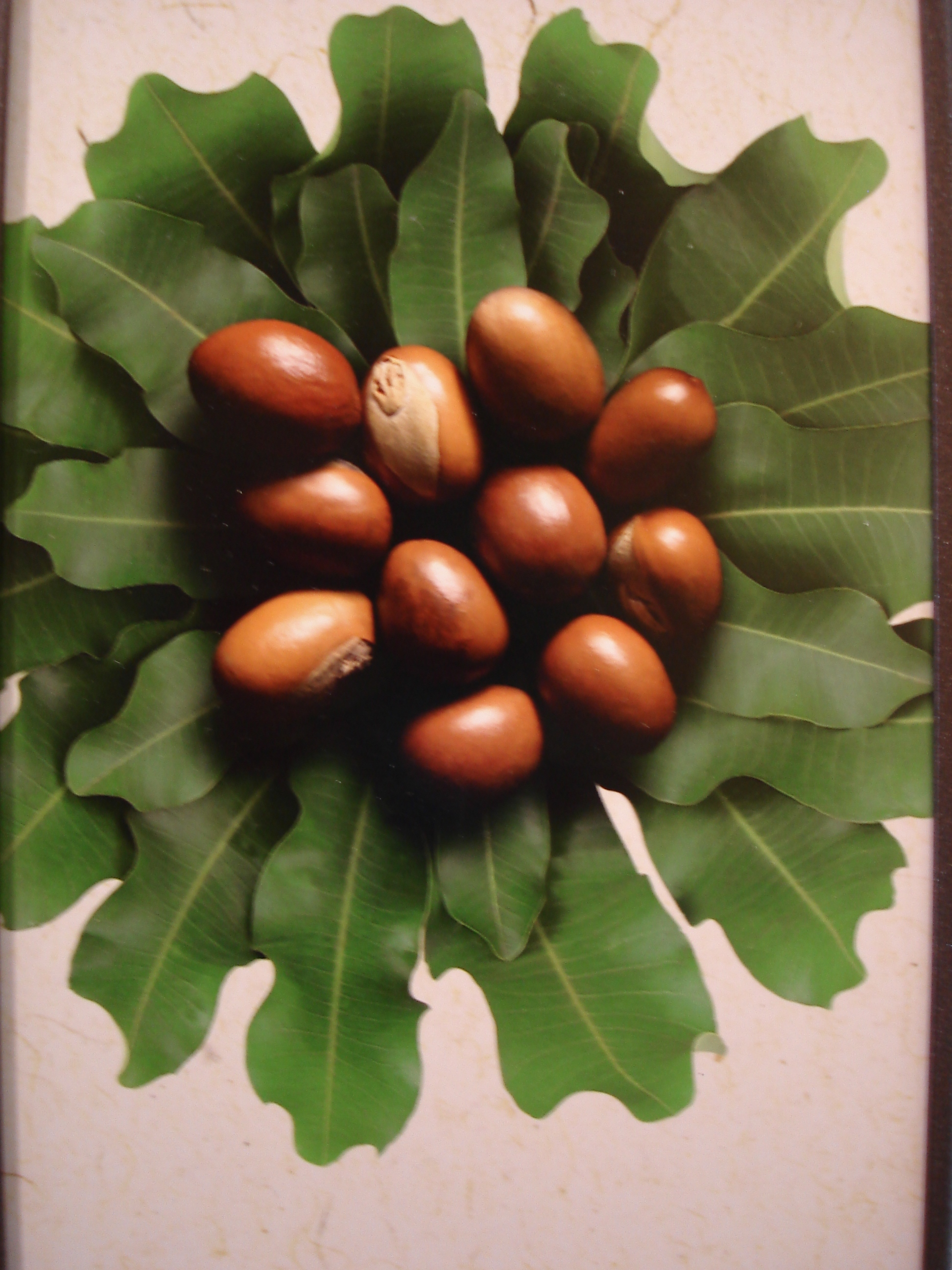
Noix de karité sur feuilles de l'arbre
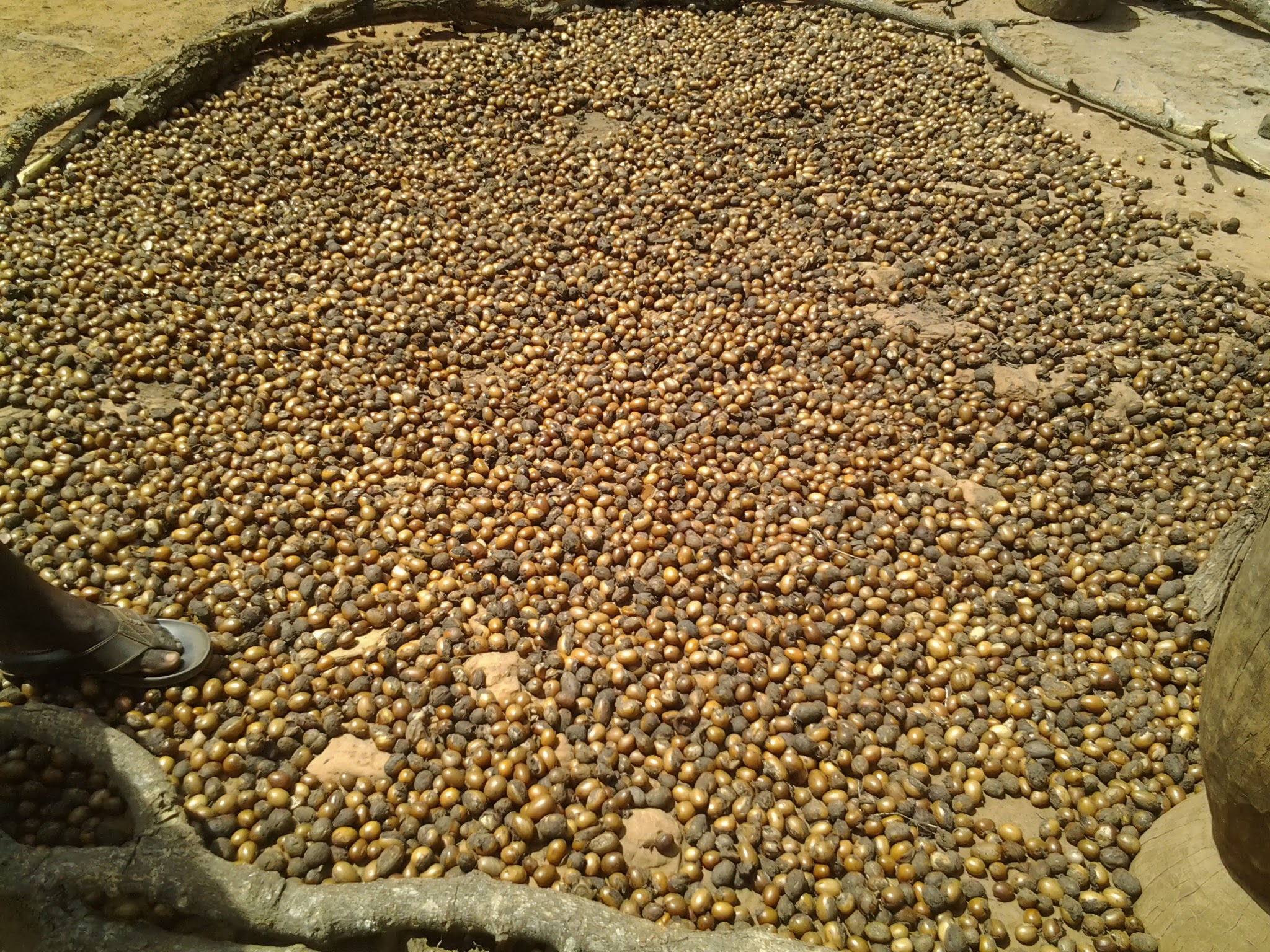
Noix de karité séchant au soleil